# Церковь Святого Гереона
Церковь Святого Гереона (нем. Basilika St. Gereon) — католический храм в Кёльне в северной части старого города (Альтштадт-Норд (Кёльн)). Находится в квартале между улицами Гереонштрассе, Гереонсхоф, Гереонсклостер и Кристофштрассе.
Этот храм, старейший в Кёльне, представляет собой романскую трёхнефную базилику без трансепта. Определяющим элементом храма является 10-гранный купол, так называемый декагон, в западной части строения. Диаметр купола составляет 16,9 м, высота — 34,5 м. Храм имеет две 30-метровых восточных башни и четыре небольших башенки вокруг декагона.

## История

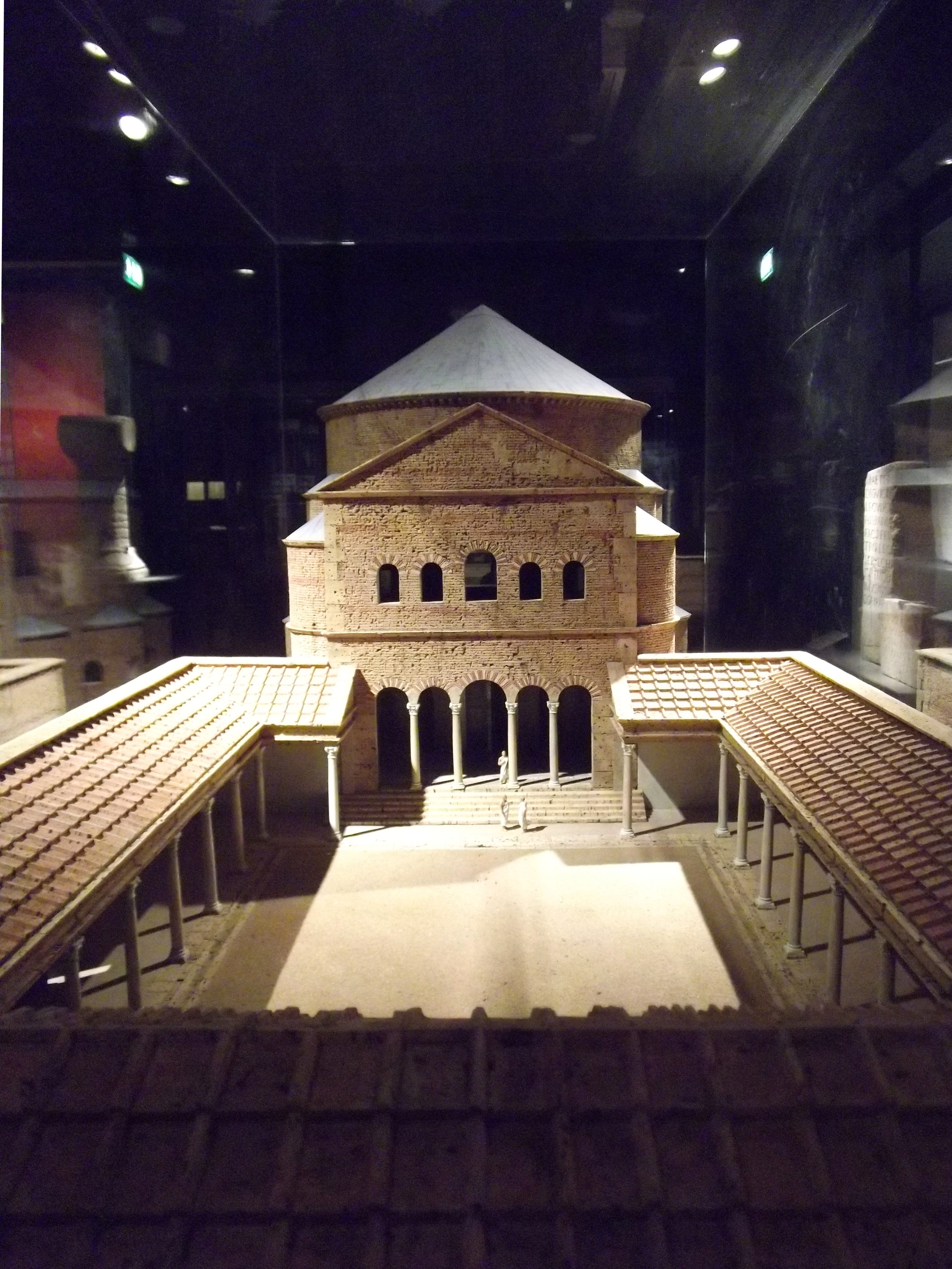
Предполагаемый вид храма в поздней античности

В северо-западной части римского Кёльна существовал некрополь. В IV веке на территории некрополя была построена часовня-мартириум. Ориентировочной датой постройки принято считать 345 год. Впрочем, некоторые учёные не соглашаются с тем, что это строение было мартириумом, предполагая, что это мог быть мавзолей или даже ранне-христианский храм. Центральный купол мартириума имел овальную форму с размерами 23,70 м × 19,80 м. На востоке находилась полукруглая аписда, на западе — трёхэтажный вестибюль. Здание было богато украшено мраморными колоннами и панелями, купол был покрыт золотой мозаикой. В целом здание было подобно так называемому храму Минервы Медика в Риме.
Позднее фрагменты этого сооружения были использованы при строительстве церкви Святого Гереона. Вплоть до высоты 14 м стены храма Святого Гереона — это останки мартириума. Их и сейчас можно наблюдать в напольных мозаиках или в стенах южных апсид.
С конца V-го — начала VI века здание уже однозначно использовалось как христианский храм и носил название Золотого Святилища (ad sanctos aureos (лат.)). Во времена Меровингов этот храм был одним из самых значительных храмов государства франков. Есть предположение, что храм даже служил местом захоронения франкских королей. Доподлинно известно, что в этом храме в 818 году был захоронен первый архиепископ Кёльна Хильдебольд.
В 839 году при храме основывается монастырь. При архиепископе Анно II в 1067—1069 годах был удлинён храмовый хор и сооружена крипта. В 1156 году при архиепископе Арнольде II (de:Arnold II. von Wied) была перестроена алтарная часть и возведены две башни. В 1190 году в крипте был сооружён реликварий, а год спустя храм была освящён в честь мученика Гереона, — офицера Фивейского легиона, замученного под Кёльном.
В 1219—1227 годах был сооружён десятигранный купол — декагон — один из крупнейших для своего времени. В середине XIII века с южной стороны был пристроен поздне-романский баптистерий, а в 1315 году — ризница. В 1550 году в декагоне был установлен орган.
25 июня 1920 года папа Бенедикт XV одновременно с церковью Святой Урсулы присвоил храму Святого Гереона звание Малой папской базилики (лат. Basilica minor).
В годы второй мировой войны во время 262 бомбардировок Кёльна британской авиацией Кёльн был разрушен на 95 %. Храм Святого Гереона также сильно пострадал во время авианалётов. Восстановление храма началось сразу после войны и продолжалось почти 40 лет. К 1949 году была восстановлена алтарная часть, в 1954 году был установлен маленький орган в нефе, в 1956 году закончилось восстановление крипты, в 1964 году — баптистерия. В 1979 году закончились восстановительные работы в главном нефе и только в 1984 году были завершены работы по восстановлению декагона.

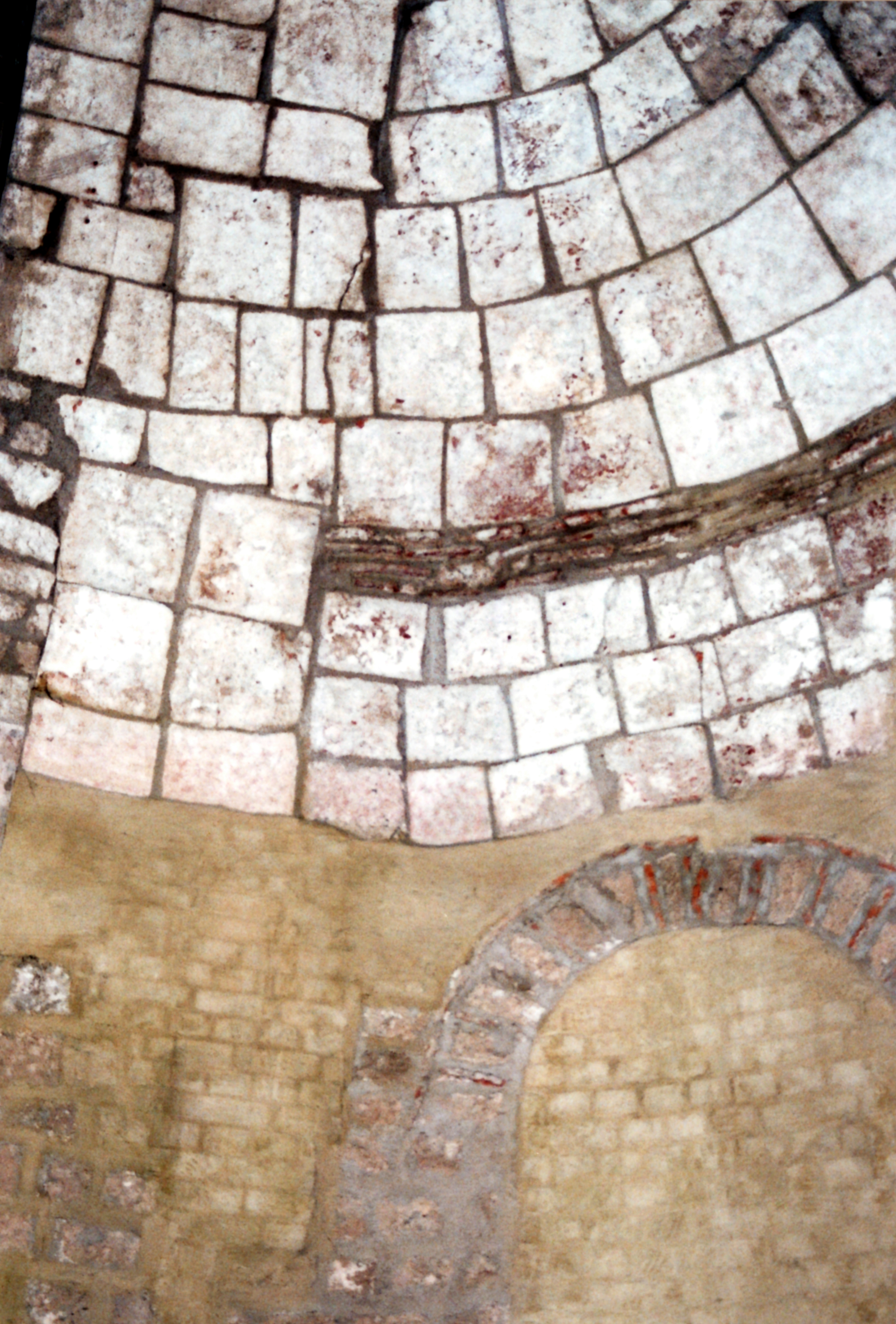
Поздне-античная апсида
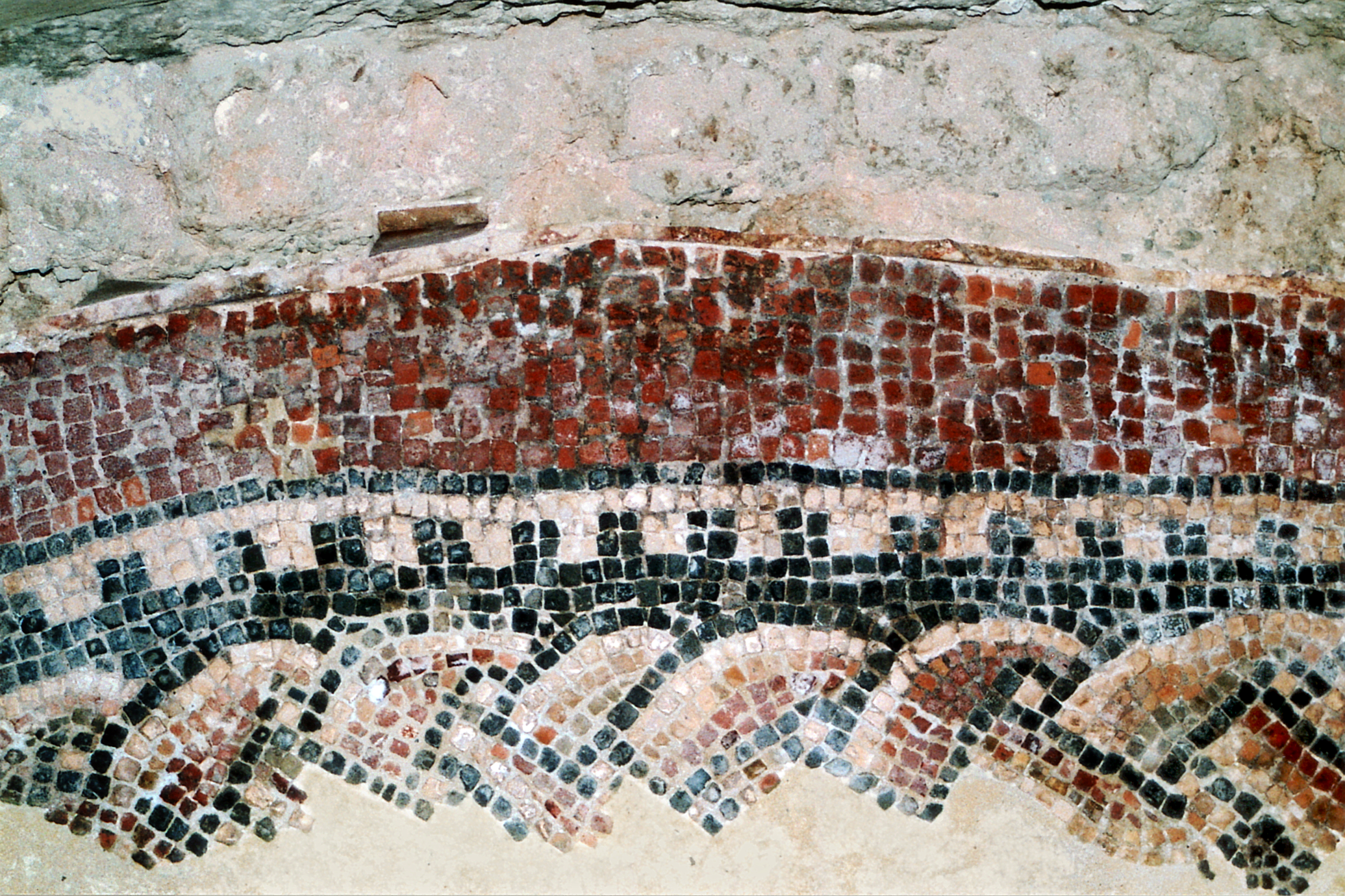
Позднеантичная напольная мозаика
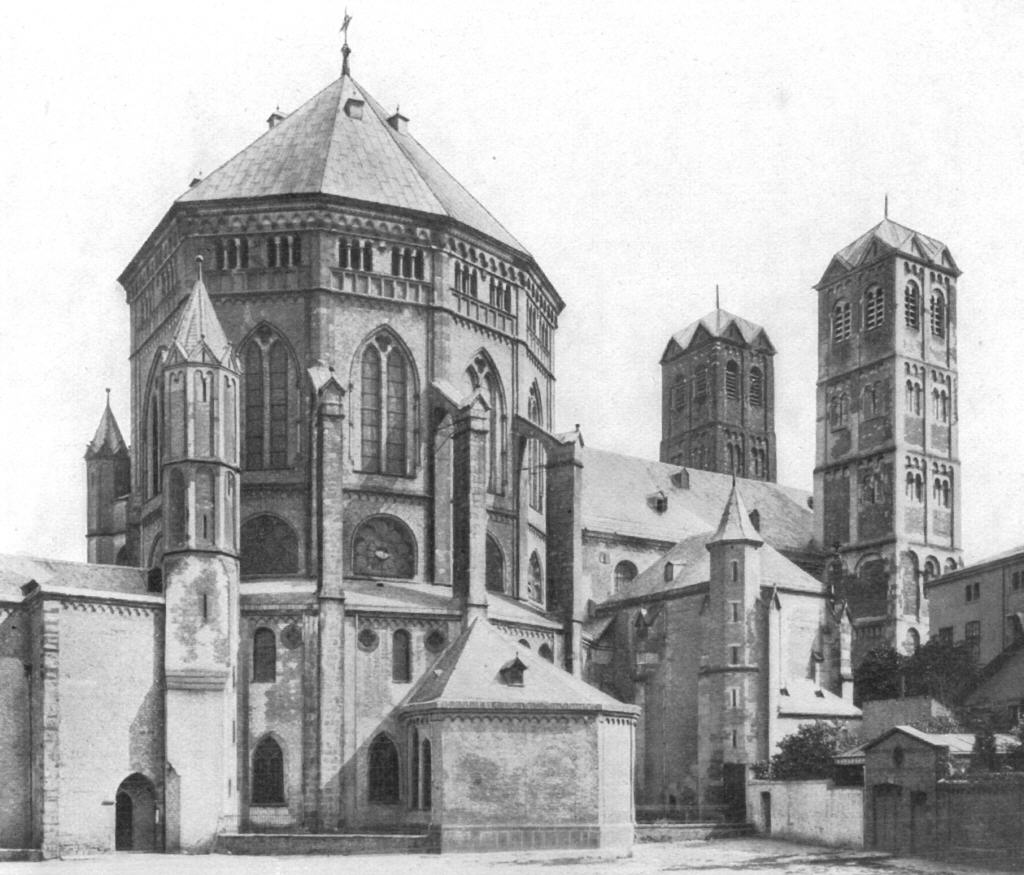
Церковь Святого Гереона в 1925 году
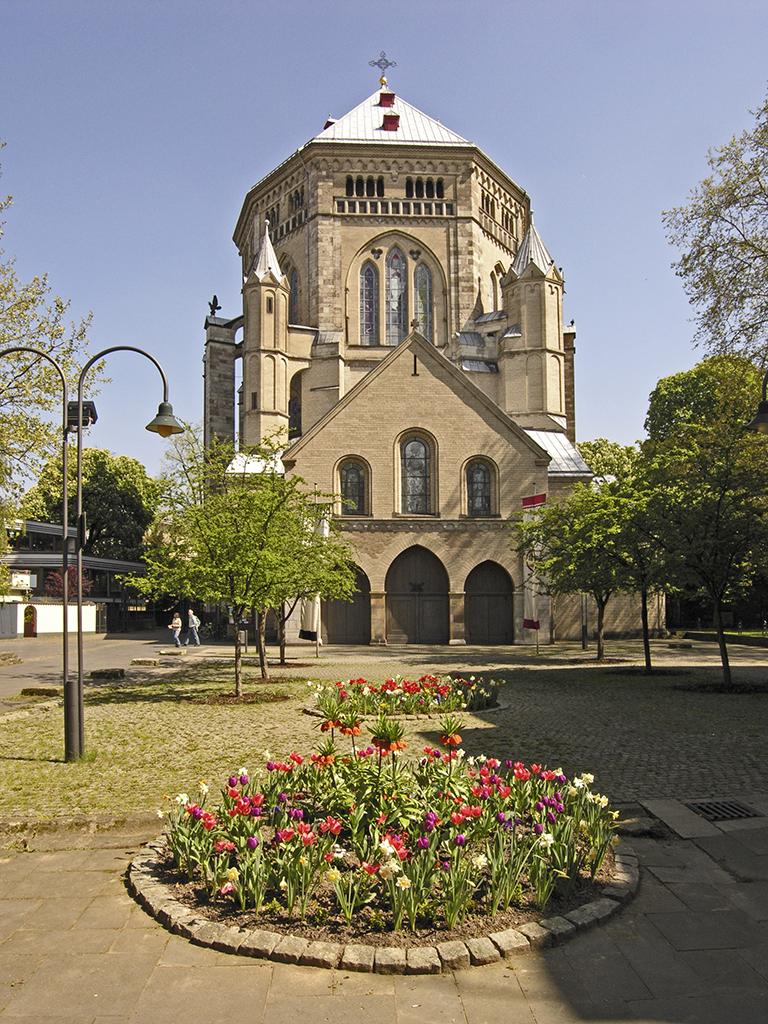
Западный фасад
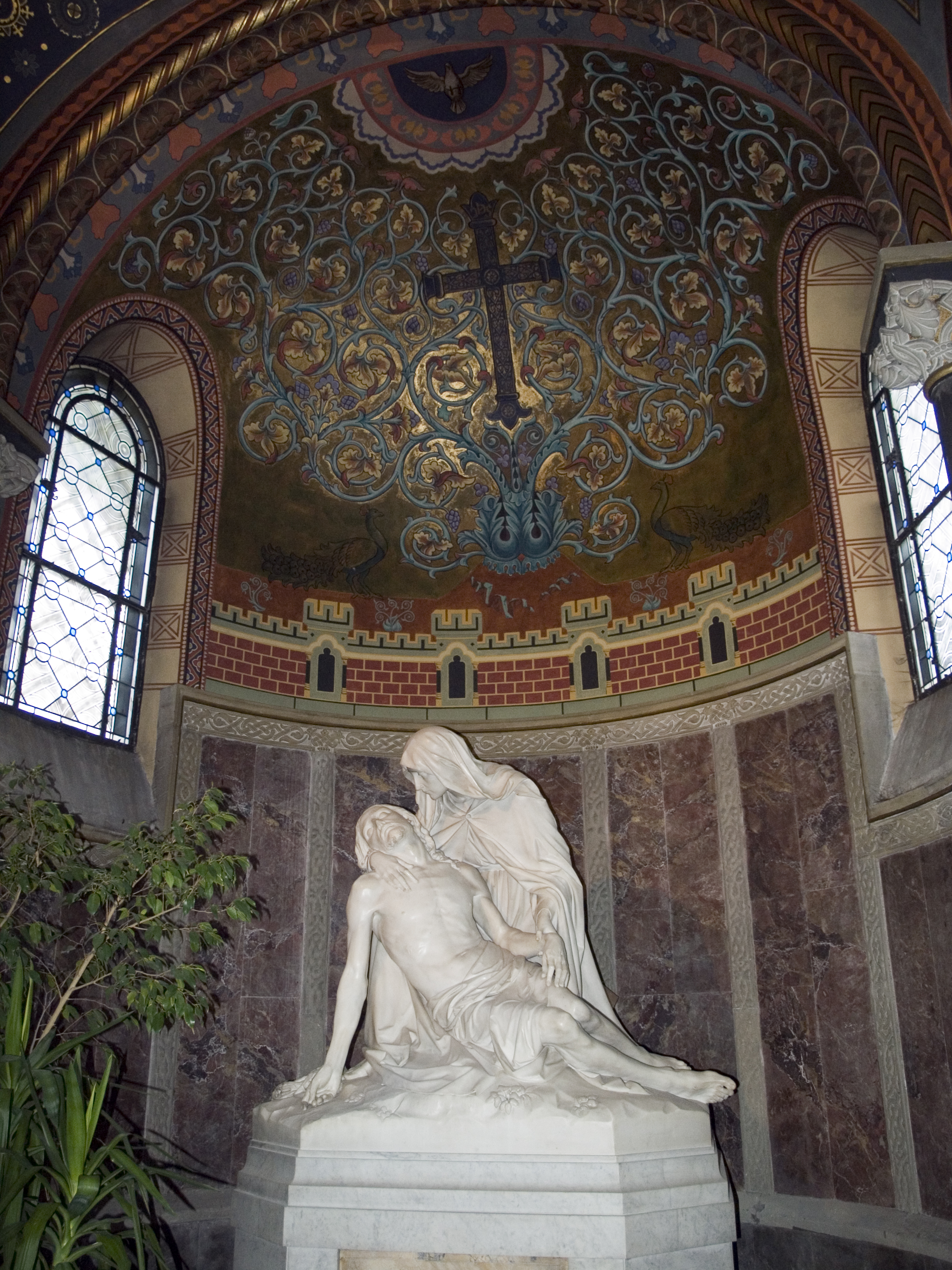
Пьета
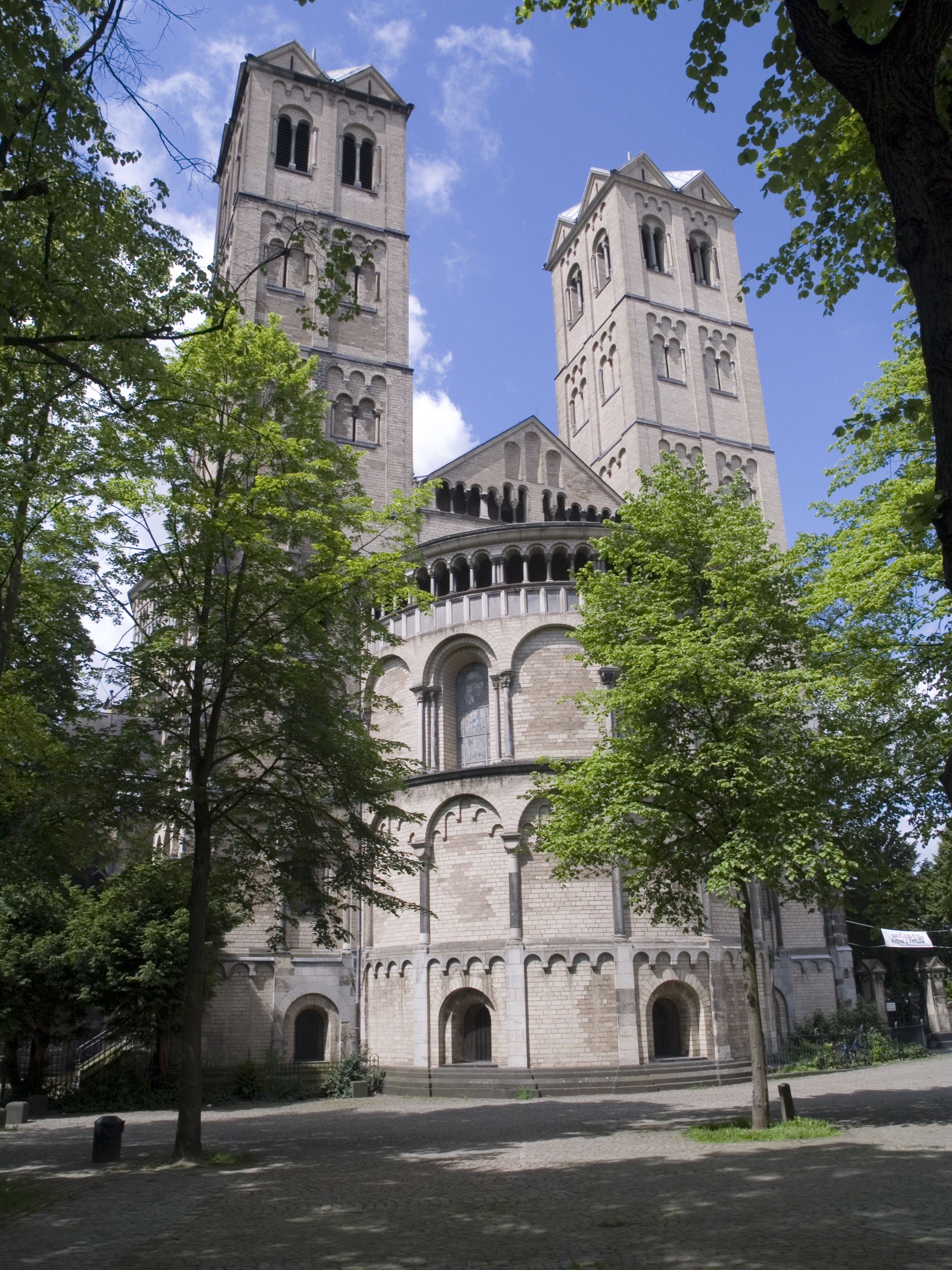
Восточный фасад
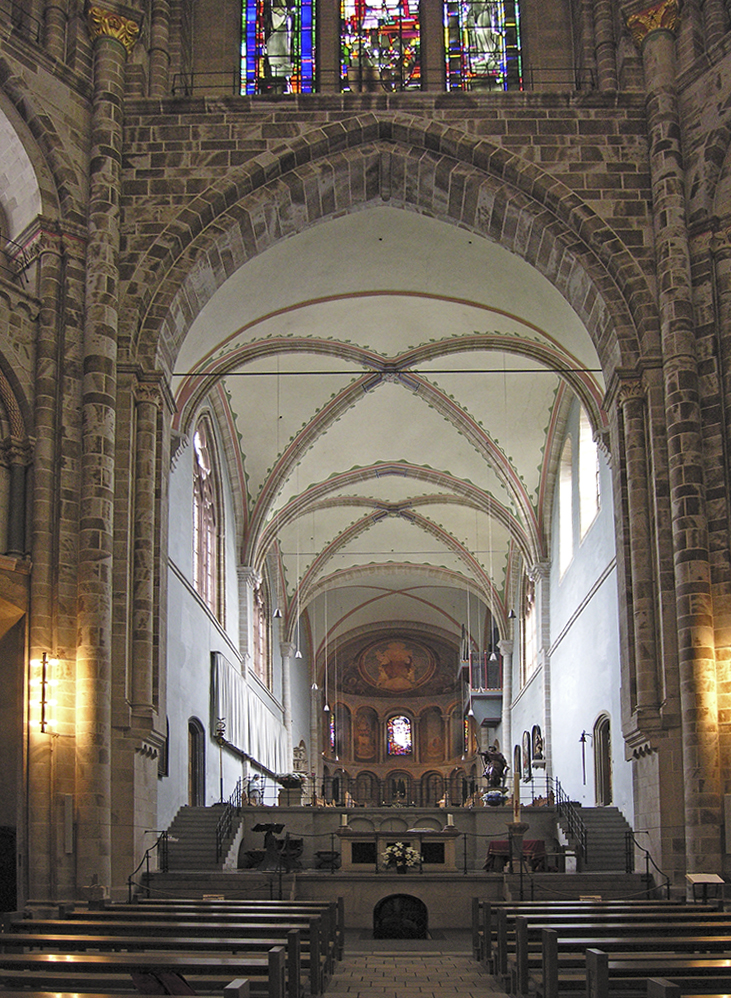
Главный неф